# Vivendi Games
Vivendi Games (anteriormente conhecido como CUC Software, Cendant Software, Havas Interactive, Vivendi Universal Interactive Publishing and Vivendi Universal Games) foi uma publicadora e holding americana de jogos eletrônicos sediada em Los Angeles. Foi fundada em 1996 como CUC Software, a subsidiária de publicação da CUC International, após esta última adquirir as empresas de jogos eletrônicos Davidson & Associates e Sierra On-Line. Entre 1997 e 2001, a empresa trocou de matriz e nome várias vezes antes de acabar organizada sob a Vivendi Universal (mais tarde renomeada Vivendi). Em 10 de julho de 2008, a Vivendi Games se fundiu com a Activision para criar a Activision Blizzard.

## História

### CUC/Cendant
Em 21 de fevereiro de 1996, a CUC International anunciou sua intenção de adquirir a Davidson & Associates (incluindo a Blizzard Entertainment) e a Sierra On-Line, duas empresas americanas de jogos eletrônico, em uma troca de ações de US$1,8 bilhões de dólares. O acordo foi fechado em 24 de julho de 1996. CA CUC International anteriormente operava apenas clubes de compras de membros, portanto os analistas ficaram surpresos com a mudança da empresa para a indústria de software.
Posteriormente, após as aquisições, a CUC International estabeleceu a CUC Software em torno das operações da Davidson & Associates em Torrance, Califórnia, para supervisionar as novas propriedades de jogo eletrônico. Sob esse novo guarda-chuva, tanto a Davidson & Associates quanto a Sierra On-Line agiriam independentemente da CUC International. Bob Davidson, cofundador da Davidson & Associates, tornou-se presidente e executivo-chefe do novo estabelecimento.  Em 5 de novembro daquele ano, a CUC International anunciou que também adquiriria a Knowledge Adventure, outra desenvolvedora, em um acordo de ações avaliado entre US$50 milhões e US$100 milhões. A aquisição foi concluída em 3 de fevereiro de 1997. Em 10 de fevereiro, Davidson anunciou que havia deixado seus cargos na CUC Software e que sua esposa, Jan, deixou de ser presidente da Davidson & Associates, enquanto ambos os Davidsons permaneceram no conselho de diretores da CUC International. Christopher McLeod, vice-presidente executivo da CUC International, assumiu a CUC Software no lugar de Bob Davidson. Em abril de 1997, a CUC International adquiriu a Berkeley Systems por uma quantia não revelada.
Em 28 de maio de 1997, a CUC International anunciou planos de se fundir com a Hospitality Franchise Systems para criar uma única entidade "one-stop". A fusão foi finalizada em dezembro daquele ano e criou a Cendant. Como resultado da fusão, a CUC Software foi renomeada para Cendant Software.

### Havas/Vivendi
Em 20 de novembro de 1998, a empresa de mídia francesa Havas (adquirida pela Vivendi no início daquele ano) anunciou que adquiriria a Cendant Software por US$ 800 milhões em dinheiro, com até US$ 200 milhões adicionais dependendo de seu desempenho. Posteriormente, a divisão foi renomeada Havas Interactive.
Em 16 de maio de 2001, a Havas Interactive foi renomeada Vivendi Universal Interactive Publishing, enquanto a própria Havas se tornou a Vivendi Universal Publishing. o novo nome provavelmente se deveu à fusão entre Universal e Vivendi; a empresa também recebeu a propriedade de propriedades da Universal Interactive Studios. sob o novo nome, a empresa foi dividida em duas partes: Vivendi Universal Interactive Publishing North America e Vivendi Universal Interactive Publishing International, ambas as quais assumiram a responsabilidade por suas respectivas regiões de publicação. Em 13 de novembro de 2001, ambas as partes foram simplificadas sob o nome Vivendi Universal Games.
Quando a Vivendi Universal vendeu todas as suas operações de mídia para a General Electric em outubro de 2003, a Vivendi Universal manteve a Vivendi Universal Games, que foi reorganizada como uma divisão direta do conglomerado. Em 3 de março de 2006, com a venda concluída, a Vivendi Universal anunciou que abandonaria a parte "Universal" de seu nome. No mesmo dia, a empresa abriu uma divisão de jogos para celular conhecida como Vivendi Universal Games Mobile.

### Fusão com a Activision
Em dezembro de 2007, a editora americana Activision anunciou uma proposta de acordo de fusão com a Vivendi Games que criaria uma nova empresa chamada Activision Blizzard. O acordo foi aprovado pelos acionistas da Activision em 8 de julho de 2008, e a fusão foi finalizada em 10 de julho, criando a Activision Blizzard enquanto dissolvia a Vivendi Games. Bruce Hack, que atuou como CEO da Vivendi Games, tornou-se vice-presidente e diretor corporativo da nova empresa. Muitas das propriedades da Vivendi Games foram posteriormente abandonadas pela Activision, alegando que não seriam adequadas à estratégia de longo prazo da empresa.

## Subsidiárias

### Publicadoras
| Nome                  | Fundadas ou adquirida | Ref.          |
| --------------------- | --------------------- | ------------- |
| Black Label Games     | Agosto de 2002        | [ 23 ] [ 24 ] |
| Fox Interactive       | Março de 2003         | [ 25 ]        |
| NDA Productions       | Março de 2002         | [ 26 ] [ 27 ] |
| Sierra Entertainment  | Julho de 1996         | [ 28 ]        |
| Universal Interactive | Junho de 2000         | [ 29 ] [ 30 ] |
| Vivendi Games Mobile  | Março de 2006         | [ 31 ]        |

### Antigo
| Centerscore | Setembro de 2006 | [ 32 ] [ 33 ] |

### Desenvolvedores
| Nome                   | Fundada ou adquirida | Ref.                 |
| ---------------------- | -------------------- | -------------------- |
| Blizzard Entertainment | Março de 1994        | [ 34 ]               |
| Berkeley Systems       | Abril de 1997        | [ 35 ]               |
| Davidson & Associates  | Julho de 1996        | [ 36 ]               |
| High Moon Studios      | Janeiro de 2006      | [ 37 ]               |
| Massive Entertainment  | Outubro de 2002      | [ 38 ] [ 39 ]        |
| Radical Entertainment  | Março de 2005        | [ 40 ] [ 41 ]        |
| Swordfish Studios      | Junho de 2005        | [ 42 ]               |
| Wanako Games           | Fevereiro de 2007    | [ 43 ] [ 44 ] [ 45 ] |

### Antiga
| Knowledge Adventure | Fevereiro de 1997 | [ 46 ] [ 47 ] |
| Coktel Vision       | 1996              |               |